# Kongesangen
|  | Kong Christian stod ved højen Mast, den danske kongesang, omtales også ofte som kongesangen |
Kongesangen er Norges kongesang. Den blev adopteret i 1905, det år Norge blev uafhængigt. Teksten er skrevet af N. Fogtmann og melodien er den samme som den engelske kongesang: "God Save the King". Norges nationalsang hedder: "Ja, vi elsker dette landet".

## Teksten på norsk
1. Gud sign vår konge god! 
Sign ham med kraft og mot 
sign hjem og slott! 
Lys for ham ved din Ånd, 
knytt med din sterke hånd 
hellige troskapsbånd
om folk og drott! 

2. Høyt sverger Norges mann 
hver i sitt kall, sin stand, 
troskap sin drott.
Trofast i liv og død, 
tapper i krig og nød, 
alltid vårt Norge lød 
Gud og sin drott.

## Dansk oversættelse
1. Gud sign vor konge god! 
Sign ham med kraft og mod 
sign hjem og slot! 
Lys for ham ved din Ånd, 
knyt med din stærke hånd 
hellige troskabsbånd
om folk og drot! 

2. Højt sværger Norges mand 
hver i sit kald, sin stand, 
troskab sin drot.
Trofast i liv og død, 
tapper i krig og nød, 
altid vort Norge lød 
Gud og sin drot.